# Latalscy herbu Prawdzic

Herb hrabiowski Latalskich

Latalscy – rodzina szlachecka herbu Prawdzic wywodząca się z Latalic. Wywodzi się od Zarembów herbu Zaremba. Hrabiowie od 1538/1606.

## Osobistości
- Jan Latalski - arcybiskup gnieźnieński i prymas Polski
- Stanisław Latalski - starosta, zwolennik reformacji